# Tiglat-Pileser III
De Assyrische koning Tiglat-Pileser III (745 - 727 v.Chr.) was de redder van Assyrië, wordt beschouwd als diens grootste vorst en een van de succesvolste militaire leiders uit de oude wereld.

## Assyrië
Tiglat-Pileser was de grote hervormer van het Assyrische leger en creëerde de samenwerking tussen voetvolk en ruiterij. In zijn tijd werden strijdwagens met twee paarden een zeldzaamheid.
Hij zou berucht worden vanwege zijn executies, deportaties en martelpraktijken. Die deporaties waren onderdeel van een nieuwe politiek ten aanzien van de vazalstaten rond Assur zelf. Tot deze tijd hadden zij een vrij instabiel netwerk gevormd en vazalvorsten waren vaak in opstand gekomen zodra het centrum verzwakte, wat bij een troonswisseling regelmatig voorkwam. Tiglat-Pileser begon voor eens en voor altijd met opstandige vorsten af te rekenen door hun vorstendommen om te vormen tot Assyrische provincies. Daartoe werden de volgende maatregelen opgelegd:
1. alle stedelijke centra werden grondig verwoest
2. een massale deportatie volgde, vooral van de elite
3. de steden werden in Assyrische stijl herbouwd
4. een Assyrische gouverneur werd geïnstalleerd
5. de bouw van Assyrische garnizoenen en forten werd ter hand genomen
6. een uniform belastingstelsel werd opgelegd
7. uniforme dienstplicht werd ingevoerd
8. 's rijks maten en gewichten en religieuze cultus werden ingevoerd
9. een enkele lingua franca: het Aramees werd ingevoerd

De overgebleven ingezetenen werden Assyrisch burger en de economie werd geheel geïntegreerd in die van het rijk. De zetel van de gouverneur was een miniatuur van het hof in de hoofdstad.
Op deze manier verloren de voormalige vorstendommen geleidelijk hun eigen identiteit. Deze verregaande maatregelen werden alleen genomen als de vazal ook werkelijk in opstand kwam. Veel vazallen deden dat niet, maar hun bewegingsruimte werd ook allengs minder omdat door deze politiek het rijk steeds machtiger werd.
Omdat koning Achaz van Juda in de problemen kwam toen de koningen Resin van Aram (met als hoofdstad Damascus) en koning Pekach van Israël een coalitie sloten en gezamenlijk tegen Juda ten strijde trokken, zag deze zich gedwongen hulp in te roepen van Tiglat-Pileser. Achaz betaalde grote sommen goud en zilver voor deze hulp en Juda werd feitelijk een vazalstaat van Assyrië.
De veldtochten van Tiglat-Pileser in Syrië en Palestina (743-740, 738, 734-732 v.Chr.) zouden hem eerst Arvad (740 v.Chr.) doen veroveren om vervolgens Damascus in te nemen (732 v.Chr.) en koning Resin ter dood te brengen. Aan het einde van zijn regering slaagde hij erin zichzelf tot koning van Babylon te kronen (733-732 v.Chr.) en sloot aldus een succesrijke politiek-militaire periode af, de stad Assur een wereldrijk nalatend.

## Babylon
Tiglat-Pileser III was onder de naam Pulu in 729 - 727 v.Chr. koning van Babylon.
Een tijd lang had hij zich tevreden gesteld met koningen van Babylon zoals Nabonassar en zijn zoon. Hij had zelfs het vuile werk voor ze opgeknapt en veldtochten in het zuiden van Babylonië gehouden om de Arameeërs en Chaldeeërs onder de duim te houden. Hij beweert zelfs een half miljoen zuiderlingen gedeporteerd en door mensen uit Anatolië vervangen te hebben.
Toen hij echter elders op campagne ging, nam prompt een Chaldese hoofdman de macht over in Babylon onder de naam Nabu-mukin-zeri. Hij werd door Tiglat-Pileser belegerd en gedood. Daarna maakte deze een einde aan het stromanbeleid ten aanzien van Babylonië en werd zelf koning. Hij hield echter vast aan het idee dat Assyrië en Babylonië twee aparte koninkrijken waren en noemde zich daarom Pulu en komt onder deze naam voor op de Babylonische Koningslijst A. Hij kweet zich van zijn vrome taken door in Kish de goden te vereren en onderwierp zich aan het akitu-ritueel in Babylon. Hij versterkte de verdedigingswerken ten oosten van de Tigris om Elam buiten de deur te houden en ontving schatting van de Chaldeeërs in hun eigen hoofdstad Shapiya.
Ook zijn opvolger Salmanasser V hield de illusie van twee koninkrijken in stad en besteeg de troon als Ululai de troon van Babylon

## Referentie
- E.J. de Meester, Overzicht van de Assyrische geschiedenis, ΠΕΡΙ–ΠλΟΥΣ. Mysteries uit de Oudheid, 2002.